# Pigalle (film)
Pigalle è un film del 1994 diretto da Karim Dridi.